# Red DIE
La Red DIE es una iniciativa española promovida por el Instituto de las Mujeres del Gobierno de España con el objetivo de fomentar el intercambio de conocimientos, experiencias y buenas prácticas en materia de igualdad entre mujeres y hombres en el ámbito laboral. Está formada por empresas y entidades que han obtenido el Distintivo de Igualdad en la Empresa (DIE), un reconocimiento oficial que acredita el compromiso y los resultados en la aplicación de políticas de igualdad de género en el entorno de trabajo.

## Marco legal y normativo
La Red DIE y el Distintivo de Igualdad en la Empresa (DIE) se fundamentan en la legislación española que promueve la igualdad de género en el ámbito laboral. El principal pilar normativo es la Ley Orgánica 3/2007, de 22 de marzo, para la igualdad efectiva de mujeres y hombres. Esta ley establece medidas para garantizar la igualdad de trato y oportunidades entre ambos sexos en diversos ámbitos, incluyendo el empleo. En su artículo 50, la ley prevé la creación de un distintivo que reconozca a las empresas comprometidas con la igualdad de género.
Para desarrollar lo dispuesto en dicho artículo, se promulgó el Real Decreto 1615/2009, de 26 de octubre, que regula la concesión y utilización del distintivo "Igualdad en la Empresa". Este decreto establece los criterios, procedimientos y condiciones para otorgar el DIE, así como las obligaciones y derechos de las entidades distinguidas. Posteriormente, el Real Decreto 333/2023, de 3 de mayo, introdujo modificaciones al Real Decreto 1615/2009 para actualizar y mejorar el marco normativo del distintivo, adaptándolo a las nuevas realidades y necesidades en materia de igualdad de género en el ámbito empresarial.

## Objetivos
Las organizaciones que forman parte de la Red DIE se comprometen a mantener y desarrollar planes de igualdad conforme a la legislación vigente. Este compromiso se refleja en sus condiciones laborales, modelos organizativos y relaciones externas, incluyendo la publicidad y los productos o servicios que ofrecen. La red actúa como espacio de colaboración y aprendizaje mutuo entre entidades que aspiran a consolidar entornos laborales igualitarios.

## Convocatorias
La primera convocatoria del distintivo DIE tuvo lugar en 2010, y en ella participaron 39 empresas que obtuvieron el reconocimiento. Desde entonces, el número de entidades distinguidas ha ido creciendo. Entre 2010 y 2024, un total de 197 organizaciones han pasado a formar parte de la Red DIE. En 2020, la red estaba integrada por 160 empresas, y en 2024 se incorporaron 40 más, tras su reconocimiento oficial publicado en el Boletín Oficial del Estado (BOE).
Pueden optar al distintivo empresas o entidades de cualquier sector, tamaño o ámbito de actividad, siempre que demuestren una aplicación efectiva de medidas de igualdad y resultados tangibles. La concesión tiene una vigencia inicial de cinco años, durante los cuales las entidades deben presentar un informe de seguimiento intermedio a los dos años naturales desde su obtención. Asimismo, se contempla la posibilidad de verificaciones presenciales aleatorias para comprobar la aplicación de las medidas declaradas.

## Jornadas técnicas
Desde 2013, la Red DIE organiza Jornadas Técnicas que sirven como espacios de debate y reflexión en torno a la igualdad en el ámbito empresarial. En estos encuentros se comparten buenas prácticas y se generan informes que recopilan las experiencias más relevantes, con el fin de inspirar nuevas iniciativas en otras organizaciones. En 2024, una de estas jornadas llevó por título La representación paritaria en las empresas: Mujeres en la toma de decisiones y se celebró el 21 de noviembre en la sede del Ministerio de Igualdad.